# Saint-Valentin, Québec
Saint-Valentin är en kommun i provinsen Québec i Kanada. Den ligger i regionen Montérégie, i den sydöstra delen av landet, 190 km öster om huvudstaden Ottawa. Antalet invånare var 418 vid folkräkningen 2021. Landarean är 39 kvadratkilometer.